# Вепско побрђе
Вепско побрђе (рус. Вепсовская возвышенность; веп. Vepsän ülüz) моренско је узвишење у виду побрђа у оквиру знатно пространије целине Валдајског побрђа (његова североисточна микроцелина). Налази се на северозападу европског дела Руске Федерације, у северном делу Источноевропске низије, на самој граници између Лењинградске области на западу и Вологодске области на истоку, јужно од језера Оњега. Представља развође између басена Балтичког мора и Каспијског језера.
Највиша тачка побрђа је брдо Маљгора чији врх лежи на надморској висини од 304 метра изнад нивоа светског мора. На овом подручју свој ток започињу реке Ојат (266 км, притока Ладоге), Капша (115 км, притока Паше), Тутока и Јавосма.
Вепско побрђе се сматра постојбином угро-финског народа Вепса.

## Видети
- Валдајско побрђе
- Вологодска област
- Лењинградска област
- Вепси